# Павлівська сільська рада (Ріпкинський район)
Па́влівська сільська́ ра́да — адміністративно-територіальна одиниця та орган місцевого самоврядування в Ріпкинському районі Чернігівської області. Адміністративний центр — село Павлівка.

## Загальні відомості
Павлівська сільська рада утворена у 1927 році.
- Територія ради: 76,54 км²
- Населення ради: 663 особи (станом на 2001 рік)

## Населені пункти
Сільській раді підпорядковані населені пункти:
- с. Павлівка
- с. Духанки
- с. Шумани

## Склад ради
Рада складається з 12 депутатів та голови.
- Голова ради: Жукотська Алла Миколаївна
- Секретар ради: Даниленко Алла Вікторівна

### Керівний склад попередніх скликань
| Прізвище, ім'я, по батькові | Основні відомості                                                                     | Дата обрання | Дата звільнення |
| --------------------------- | ------------------------------------------------------------------------------------- | ------------ | --------------- |
| Жукотська Алла Миколаївна   | Сільський голова, 1965 року народження, освіта середня загальна, член Партії регіонів | 26.03.2006   | 31.10.2010      |
| Жукотська Алла Миколаївна   | Сільський голова, 1965 року народження, освіта середня загальна, член Партії регіонів | 31.10.2010   |                 |

Примітка: таблиця складена за даними сайту Верховної Ради України

### Депутати
За результатами місцевих виборів 2010 року депутатами ради стали:

#### За суб'єктами висування
| Суб'єкт висування                                       | Кількість обраних депутатів | %   |
| ------------------------------------------------------- | --------------------------- | --- |
| Партія регіонів                                         | 9                           | 75  |
| Комуністична партія України                             | 1                           | 8,3 |
| Політична партія Всеукраїнське об'єднання «Батьківщина» | 1                           | 8,3 |
| Соціалістична партія України                            | 1                           | 8,3 |

#### За округами
| № округу                                                | Прізвище, ім'я, по батькові   | Дата визнання обраним | Освіта  | Партійна приналежність                        | Відомості про обраного депутата          |
| ------------------------------------------------------- | ----------------------------- | --------------------- | ------- | --------------------------------------------- | ---------------------------------------- |
| Комуністична партія України                             |                               |                       |         |                                               |                                          |
| 2                                                       | Дятел Світлана Миколаївна     | 05.11.2010            | середня | член Комуністичної партії України             | тимчасово не працює                      |
| Партія регіонів                                         |                               |                       |         |                                               |                                          |
| 3                                                       | Самойленко Наталія Миколаївна | 05.11.2010            | середня | член Партії регіонів                          | НВП «Павлівка», началь-ник ВПЗ           |
| 4                                                       | Супрун Ірина Миколаївна       | 05.11.2010            | вища    | член Партії регіонів                          | пункт тимчасового перебування, кухар     |
| 6                                                       | Жаба Валентина Віталіївна     | 05.11.2010            | середня | член Партії регіонів                          | ТОВ «Павлівка», лаборант                 |
| 7                                                       | Єфіменко Інна Миколаївна      | 05.11.2010            | середня | член Партії регіонів                          | ТОВ «Павлівка», тваринник                |
| 8                                                       | Назарчук Лариса Миколаївна    | 05.11.2010            | середня | член Партії регіонів                          | НАСК «Оранта», страховий агент           |
| 9                                                       | Курач Микола Михайлович       | 05.11.2010            | середня | член Партії регіонів                          | загальноосвітня школа с. Павлівка, водій |
| 10                                                      | Даниленко Алла Вікторівна     | 05.11.2010            | середня | член Партії регіонів                          | Павлівська сільська рада, секре-тар      |
| 11                                                      | Петрич Микола Олександрович   | 05.11.2010            | вища    | член Партії регіонів                          | тимчасово не працює                      |
| 12                                                      | Мовлян Ніна Григорівна        | 05.11.2010            | вища    | член Партії регіонів                          | НВПЗ «Павлівка», листоноша               |
| Політична партія Всеукраїнське об'єднання «Батьківщина» |                               |                       |         |                                               |                                          |
| 5                                                       | Хрол Марія Миколаївна         | 05.11.2010            | вища    | член Всеукраїнського об'єднання «Батьківщина» | ТОВ «Павлівка», бухгал-тер               |
| Соціалістична партія України                            |                               |                       |         |                                               |                                          |
| 1                                                       | Ярошенко Ганна Петрівна       | 05.11.2010            | середня | член Соціалістичної партії України            | пенсіонер                                |